# Достык (Сайрамский район)
Достык (каз. Достық, до 1993 г. — Казарма) — упразднённое село в Сайрамском районе Туркестанской области Казахстана. В 2014 году включено в состав города Шымкент и исключено из учетных данных. Бывший административный центр Тассайского сельского округа. Код КАТО — 515273100.

## Население
В 1999 году население села составляло 823 человека (407 мужчин и 416 женщин). По данным переписи 2009 года, в селе проживал 1351 человек (673 мужчины и 678 женщин).